# Hogna diyari
Hogna diyari là một loài nhện trong họ Lycosidae.
Loài này thuộc chi Hogna. Hogna diyari được Volker W miêu tả năm 2006. Framenau, Gotch & Austin.